# Awacamenj Mino
Awacamenj Mino è una base scout canadese situata a 75Km da Ottawa . Sorge sulle rive del lago Isabel (Lac de L'Île) ed è stata fondata nel 1955. Nel 2013 ha ospitato il 14 World Scout Moot.